# Tuk Bjelopoljski
Tuk Bjelopoljski is een plaats in de gemeente Plitvička Jezera in de Kroatische provincie Lika-Senj. De plaats telt 69 inwoners (2001).